# Stylochaeton angolense
Stylochaeton angolense là một loài thực vật có hoa trong họ Ráy (Araceae). Loài này được Engl. miêu tả khoa học đầu tiên năm 1892.